# Entedononecremnus unicus
Entedononecremnus unicus är en stekelart som beskrevs av Girault 1915. Entedononecremnus unicus ingår i släktet Entedononecremnus och familjen finglanssteklar.
Artens utbredningsområde är Guyana. Inga underarter finns listade i Catalogue of Life.